# Bão Peggy (1986)
Bão Peggy, được biết đến ở Philippines với tên gọi Bão Gading, là một siêu bão mạnh hình thành trên khu vực Tây Bắc Thái Bình Dương trong năm 1986. Vào thời điểm Peggy hoạt động, nó đã nằm trong hồ sơ của PAGASA với tư cách là cơn bão mạnh thứ 8 từng ghi nhận được tại Philippines.
Bão Peggy đã đổ bộ vào Philippines trong ngày 9 tháng 7 và vào Trung Quốc trong ngày 11 tháng 7. Cơn bão đã khiến ít nhất 333 người thiệt mạng cùng thiệt hại gây ra ước tính 2,5 triệu USD (USD 1986).

## Lịch sử khí tượng
Vào ngày 3 tháng 7 một áp thấp nhiệt đới đã phát triển ngoài khơi Thái Bình Dương, và sang đến ngày hôm sau nó mạnh lên thành một cơn bão nhiệt đới. Sau đó hệ thống tiếp tục tăng cường ổn định, trở thành bão cuồng phong rồi đạt đỉnh vào ngày mùng 7 với vận tốc gió duy trì một phút tối đa 160 dặm/giờ (260 km/giờ) - tương ứng bão cấp 5 trong thang bão Saffir-Simpson. Khi Peggy vẫn duy trì hướng di chuyển là Tây, nó dần suy yếu, và đến ngày mùng 9 cơn bão tấn công vùng Đông Bắc Luzon với vận tốc gió 100 dặm/giờ (170 km/giờ). Tiếp đó, một sự suy yếu nhẹ của áp cao cận nhiệt ở phía Bắc đã hướng Peggy di chuyển lên phía Tây Bắc, đổ bộ vùng Đông Nam Trung Quốc với cấp độ bão nhiệt đới - vận tốc gió khi đó là 60 dặm/giờ (95 km/giờ) - trong ngày 11 tháng 7. Ở Hong Kong đã ghi nhận gió giật 90 dặm/giờ (145 km/giờ) tại Tate's Cairn cùng tổng lượng mưa đạt 449 mm tại Tai Mo Shan (đây là hai đỉnh của hai ngọn núi thấp ở Hong Kong). Peggy sau đó suy yếu thành một vùng thấp trong ngày 12 tháng 7. Cơn bão đi qua để lại hậu quả là 333 người thiệt mạng cùng tổn thất 2,5 triệu USD (1986 USD), nguyên nhân chủ yếu đến từ lũ lụt nghiêm trọng.

## Tác động

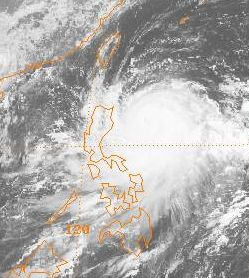
Peggy đang tiến đến Philippines trong ngày 8 tháng 7.

Bão Peggy tấn công miền Bắc Philippines vào ngày 9 tháng 7 với sức gió duy trì một phút tối đa trên bề mặt là 95 knot (110 dặm/giờ, 175 km/giờ). Gió mạnh và mưa lớn từ cơn bão đã phá hủy nhiều nhà cửa và kích hoạt những trận lũ. Tại vùng Bắc Luzon đã có 93 người thiệt mạng, 16 người bị thương, 644.600 người chịu ảnh hưởng, và khoảng 6.680 ngôi nhà bị hư hại do bão. Tuy nhiên tổng số trường hợp thiệt mạng tại Philippines theo báo cáo từ PAGASA là lớn hơn với con số 109 người.
Peggy đổ bộ lần thứ hai vào Trung Quốc với cường độ bão nhiệt đới yếu, tuy nhiên, vị trí đổ bộ trực tiếp lại là Hong Kong. Cơn bão đã gây mưa xối xả tạo ra lũ lụt nghiêm trọng làm thiệt hại đến tính mạng về người.